# Шарипова, Фируза Фахритдиновна
Фируза Фахритдиновна Шарипова (род. 29 августа 1994, Тараз, Казахстан) — казахстанская спортсменка, боксёр. Чемпионка мира во 2-й полулёгкой (IBO, 2017—2019), лёгкой (IBA, 2017—2021; WBU, 2017—н. в.) и 1-й полусредней (IBA, 2020—н. в.) весовых категориях. По состоянию на декабрь 2021 года занимает второе место в мире по версии WBA.
Бронзовый призёр чемпионата Азии (2012). На чемпионатах Казахстана завоевала два золота (2012, 2013), одно серебро (2014) и одну бронзу (2016).

## Биография
Родилась 29 августа 1994 года в Таразе, Казахстан. По национальности узбечка. Стала вторым ребёнком в семье (есть старший брат). Позднее в семье родились ещё два мальчика и одна девочка. Фируза окончила школу-гимназию № 39 и колледж «Кайнар». Сейчас учится на последнем курсе в педагогическом университете по специальности «Физическая культура и спорт».
В детстве занималась велоспортом и водным поло. В 12 лет начала заниматься боксом.

## Любительская карьера
Личные тренеры — Ерик Алгабек и Феликс Цой. Дебютировала в любительском боксе 14 сентября 2011 года, где одержала победу над Мукашевой в Нур-Султане.

### Чемпионат Казахстана 2012
Выступала в 1-й полусредней весовой категории (до 64 кг). В финале победила Алию Абдраимову.

### Чемпионат Азии 2012
Выступала в 1-й полусредней весовой категории (до 64 кг). В полуфинале проиграла монголке Эрденесоп Уянге.

### Чемпионат мира 2012
Выступала в 1-й полусредней весовой категории (до 64 кг). В 1/8 финала проиграла шведке Патрисии Бергхулт.

### Чемпионат Казахстана 2013
Выступала в лёгкой весовой категории (до 60 кг). В четвертьфинале победила Наталью Тарасенко. В полуфинале победила Гульжан Уббиниязову. В финале победила Зуру Хусаинову.

### Чемпионат Казахстана 2014
Выступала в лёгкой весовой категории (до 60 кг). В четвертьфинале победила Таншолпан Канатаеву. В полуфинале победила Алию Абдраимову. В финале проиграла Гульжан Уббиниязовой.

### Чемпионат Казахстана 2015
Выступала в лёгкой весовой категории (до 60 кг). В четвертьфинале проиграла Алие Абдраимовой.

### Чемпионат Казахстана 2016
Выступала в лёгкой весовой категории (до 60 кг). В четвертьфинале победила Карину Ибрагимову. В полуфинале проиграла Римме Волосенко.

## Профессиональная карьера
Сотрудничает с менеджером Сергеем Завилейским. Личный тренер — Ерик Алгабек.
Дебютировала на профессиональном ринге 21 мая 2016 года. Проиграла по очкам россиянке Софье Очигаве.
Тренировалась в Москве под руководством Вячеслава Яновского.
В 2017 году создала собственную промоутерскую компанию — FSK Promotion.
27 сентября 2019 года на своей странице в instagram спортсменка написала о завершении своей спортивной карьеры, так как устала от проблем с финансированием. 15 апреля 2020 года объявила о возобновлении спортивной карьеры.

### Чемпионский бой с Миленой Колевой
26 августа 2017 года встретилась с болгаркой Миленой Колевой в бою за вакантные титулы чемпионки мира в лёгком весе по версиям IBA и WBU. Поединок продлился все 10 раундов. Судьи единогласно отдали победу Шариповой.

### Чемпионский бой с Джемиллой Гонтарюк
30 декабря 2017 года встретилась с бельгийкой Джемиллой Гонтарюк в бою за вакантный титул чемпионки мира во 2-м полулёгком весе по версии IBO. Также на кону стоял вакантный титул WBC Silver в этом же весе. Поединок продлился все 10 раундов. Шарипова победила единогласным решением судей.

### Чемпионский бой с Хэппи Дауди
22 августа 2020 года встретилась с танзанийкой Хэппи Дауди в бою за вакантный титул чемпионки мира в 1-м полусреднем весе по версии IBA, который выиграла техническим нокаутом в 5-м раунде.

### Чемпионский бой с Кэти Тейлор
11 декабря 2021 года встретилась с абсолютной чемпионкой мира в лёгком весе, не имеющей поражений, ирландкой Кэти Тейлор. Проиграла по очкам.

## Статистика боёв
В таблице перечислены результаты всех поединков боксёров.
В каждой строке указан результат поединка. Дополнительно номер поединка обозначен цветом, который обозначает итог поединка. Расшифровка обозначений и цветов представлена в нижеследующей таблице.
| Пример | Расшифровка                     |
| ------ | ------------------------------- |
|        | Победа                          |
|        | Ничья                           |
|        | Поражение                       |
|        | Планируемый поединок            |
|        | Поединок признан несостоявшимся |
| КО     | Нокаут                          |
| ТКО    | Технический нокаут              |
| PTS    | Решение судей (по очкам)        |
| UD     | Единогласное решение судей      |
| MD     | Решение большинства судей       |
| SD     | Раздельное решение судей        |
| RTD    | Отказ от продолжения боя        |
| DQ     | Дисквалификация                 |
| NC     | Поединок признан несостоявшимся |

| Бой | Дата             | Соперник                    | Место проведения                                                     | Результат | Примечание |  |
| 17  | 23 декабря 2022  | Фериче Машори (10-6)        | Yunost Arena, Челябинск, Челябинская область, Россия                 | UD6 (6)   | Счёт: 60-54 (все). |  |
| 16  | 11 декабря 2021  | Кэти Тейлор (19-0)          | Liverpool Arena, Ливерпуль, Англия, Великобритания                   | UD10 (10) | Бой за титул чемпионки мира в лёгком весе по версиям WBA (12-я защита Тейлор), IBF (10-я защита Тейлор), WBO (6-я защита Тейлор), WBC (5-я защита Тейлор) и The Ring (5-защита Тейлор). Счёт: 93-96, 92-97, 92-98. |  |
| 15  | 12 сентября 2021 | Любовь Белякова (дебют)     | Jekpe-Jek Arena, Астана, Казахстан                                   | TKO2 (6)  | |  |
| 14  | 3 апреля 2021    | Юлия Чернобородова (0-1)    | Пирамида, Казань, Татарстан, Россия                                  | TKO4 (6)  | Чернобородова в нокдауне в 4-м раунде. |  |
| 13  | 30 октября 2020  | Сара Марьянович (7-7)       | УСК «Крылья Советов», Казань, Татарстан, Россия                      | UD8 (8)   | Счёт: 80-72, 80-72, 80-72. |  |
| 12  | 22 августа 2020  | Хэппи Дауди Мвагике (9-6-1) | Пирамида, Казань, Татарстан, Россия                                  | TKO5 (10) | Вакантный титул чемпионки мира в 1-м полусреднем весе по версии IBA. |  |
| 11  | 20 апреля 2019   | Анастасия Тришева (дебют)   | Floyd Mayweather Boxing Academy, Жуковка, Московская область, Россия | TKO3 (6)  | |  |
| 10  | 8 сентября 2018  | Юлия Куценко (7-0-1)        | Club A2, Санкт-Петербург, Россия                                     | UD10 (10) | Чемпионка мира в лёгком весе по версии IBA (1-я защита Шариповой). Счёт: 98:92 и 96:94 (дважды). |  |
| 9   | 30 декабря 2017  | Джемилла Гонтарюк (13-4-1)  | Алматы Арена, Алма-Ата, Казахстан                                    | UD10 (10) | Вакантный титул чемпионки мира во 2-м полулёгком весе по версии IBO. Вакантный титул WBC Silver во 2-м полулёгком весе. Счёт: 100-89 и 100-90 (дважды).                                                            |  |
| 8   | 26 августа 2017  | Милена Колева (9-9-1)       | EXPO 2017 Pavilion, Астана, Казахстан                                | UD10 (10) | Вакантные титулы чемпионки мира в лёгком весе по версиям IBA и WBU. Счёт: 100-90 (все). |  |
| 7   | 29 июня 2017     | Бианка Пряшка (дебют)       | Корстон Клаб, Москва, Россия                                         | RTD1 (6)  | Пряшка в нокдауне в 1-м раунде. |  |
| 6   | 27 мая 2017      | Ольга Забавина (0-6)        | Корстон Клаб, Москва, Россия                                         | TKO3 (10) | |  |
| 5   | 7 апреля 2017    | Виктория Котова (дебют)     | Академия бокса, Москва, Россия                                       | TKO1 (6)  | |  |
| 4   | 4 марта 2017     | Юлия Чернобородова (дебют)  | Арена «Балашиха», Балашиха, Московская область, Россия               | UD6 (6)   | Счёт: 59-55 и 60-55 (дважды). |  |
| 3   | 24 сентября 2016 | Милена Матович (дебют)      | ДСК им. Балуана Шолака, Алма-Ата, Казахстан                          | TKO3 (6)  | |  |
| 2   | 30 июля 2016     | Анджела Канниццаро (5-3)    | Estadio Manolo Maciá, Санта-Пола, Валенсия, Испания                  | UD4 (4)   | Счёт: 40-36 (все). |  |
| 1   | 21 мая 2016      | Софья Очигава (дебют)       | ДС Мегаспорт, Москва, Россия                                         | UD4 (4)   | Счёт: 36-40 (все). |  |
| Бой | Дата             | Соперник                    | Место проведения                                                     | Результат | Примечание |  |

## Титулы

### Любительские
- 2012.  Чемпионка Казахстана в 1-м полусреднем весе (до 64 кг).
- 2012.  Бронзовый призёр чемпионата Азии в 1-м полусреднем весе (до 64 кг).
- 2013.  Чемпионка Казахстана в лёгком весе (до 60 кг).
- 2014.  Серебряный призёр чемпионата Казахстана в лёгком весе (до 60 кг).
- 2016.  Бронзовый призёр чемпионата Казахстана в лёгком весе (до 60 кг).

### Профессиональные

#### Региональные и второстепенные
- Чемпионка мира в лёгком весе по версии WBU (2017—н. в.).
- Чемпионка мира во 2-м полулёгком весе по версии IBO (2017—2019).
- Титул WBC Silver во 2-м полулёгком весе (2017—н. в.).
- Чемпионка мира в 1-м полусреднем весе по версии IBA (2020—н. в.).

#### Мировые
- Чемпионка мира в лёгком весе по версии IBA (2017—2021).

## Семья
Родители Фирузы — Севара и Фахретдин Шариповы. В семье пятеро детей, Фируза — вторая по старшинству.
В июне 2015 года вышла замуж за казахстанского боксёра Дениса Рыбака. С 2017 года в разводе. В начале 2020 года стала мамой.